# Rallo (Yako)
Pour les articles homonymes, voir Rallo.
Rallo est une commune rurale située dans le département de Yako de la province du Passoré dans la région Nord au Burkina Faso.

## Géographie
Rallo se trouve à 9 km au nord-ouest du centre de Yako, le chef-lieu de la province, et à 6 km au nord de Song-Naba. La localité est à 5 km à l'ouest de la route nationale 2.
L'un des quartiers du village est Komsaya.

## Santé et éducation
Le centre de soins le plus proche de Rallo est le centre de santé et de promotion sociale (CSPS) de Song-Naba tandis que le centre médical avec antenne chirurgicale (CMA) de la province se trouve à Yako.